# Tettigoniopsis ehikonoyama
Tettigoniopsis ehikonoyama är en insektsart som beskrevs av Tabata och Kawakita 1999. Tettigoniopsis ehikonoyama ingår i släktet Tettigoniopsis och familjen vårtbitare. Inga underarter finns listade i Catalogue of Life.